# Porfyrij Martynowytsch

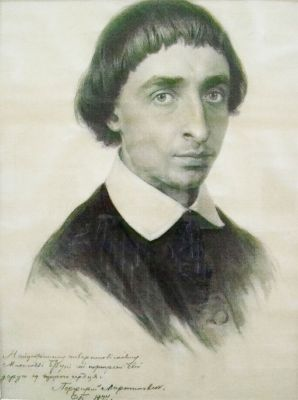
Porfyrij Martynowytsch: Selbstporträt, 1877

Porfyrij Denyssowytsch Martynowytsch (ukrainisch Порфирій Денисович Мартинович, englisch Porphyry Martynovych; * 7. März 1856 in Strjukiwzi, Gouvernement Poltawa, Russisches Kaiserreich; † 15. Dezember 1933 in Krasnohrad (heute Berestyn, Ukraine), Sowjetunion) war ein ukrainischer Maler, Grafiker und Ethnograph.

## Leben und Wirken
Porfyrij Martynowytsch wurde in der Familie von Denys Iwanowytsch Martynowytsch, einem Lehrer und Sekretär des Bezirksgerichts, und der Tochter eines Diakons, Agrafena Kyryliwna Olschanska, geboren. In der Familie Martynowytsch gab es neben Porfyrij noch sechs weitere Kinder.
Ab 1867 besuchte Porfyrij Martynowytsch das Klassische Gymnasium in Charkiw und bekam Zeichenunterricht bei den Charkiwer Künstlern Dometij Lanewskyj und Dmytro Bespertschyj.
1873 begann Martynowytsch sein Studium an der Kaiserlichen Akademie der Künste in Sankt Petersburg. Er wurde in die Klasse von Iwan Kramskoi eingeschrieben, der das große Potenzial des Schülers erkannte und sich um ihn kümmerte. Martynowytsch studierte zusammen mit Serhij Wassylkiwskyj, Mykola Samokysch und Opanas Slastion und er nahm aktiv am Leben der ukrainischen Gemeinde teil. Der Künstler unterstützte die ethnografischen Konzerte von Mykola Lyssenko mit seinen Illustrationen zu Volksdumas und war ein Führer für den berühmten ukrainischen Kobzar Ostap Weressai.
Porfyrij Martynowytsch war der erste, der 1873 die Enejida von Iwan Kotljarewskyj illustrierte. 13 Zeichnungen wurden 1903 auf der Kunstausstellung in Poltawa anlässlich der Einweihung des Denkmals für den Dichter präsentiert.
In den 1880er Jahren fertigte er Illustrationen für Die Hajdamaken, Kateryna und Najmytschka von Taras Schewtschenko. Der Künstler schuf auch Portraits von Bohdan Chmelnyzkyj, Iwan Masepa, Gregorius Skoworoda und Hryhorij Kwitka-Osnowjanenko. Martynowytsch war mit Marko Kropywnyzkyj, Mychajlo Drahomanow, Mykola Kostomarow und Pawlo Tschubynskyj befreundet. Die Sommerferien verbrachte der Künstler in der Ukraine, wo er die Regionen Poltawa und Tschernihiw bereiste und ethnografisches Material sammelte. Ilja Repin porträtierte Martynowytsch als Kosaken in der Mitte seines Gemäldes Die Saporoger Kosaken schreiben dem türkischen Sultan einen Brief.
Der Tod des Vaters, die schlechte finanzielle Lage und die Verfolgung durch die Leitung der Akademie, weil Martynowytsch nicht bereit war, dem etablierten Kanon zu folgen, führten 1880 zu einer schweren Krankheit. Der Künstler verließ die Sankt Petersburger Akademie der Künste und gab die Malerei schließlich auf. Seine Werke wurden auf der Ersten Ukrainischen Kunstausstellung 1911 in Kyjiw und bei Ausstellungen der Peredwischniki gezeigt. Im Jahr 1930 organisierte das Staatliche Museum für ukrainische Kunst in Charkiw eine große Retrospektive von Martynowytschs Werken, die mehr als 150 Arbeiten umfasste.
Porfyrij Martynowytsch widmete sich der Heimatkunde, sammelte Lieder, zeichnete Trachten, Landschaften, Architektur, Porträts von Kosaken, Bauern und Tschumaken. Im Jahr 1906 wurden in Kyjiw die Ukrainische Aufzeichnungen von Porfyrij Martynowytsch veröffentlicht.
1922 gründete Martynowytsch das Heimatmuseum in Krasnohrad, wo er in seinen letzten Lebensjahren als Forscher tätig war. Während der Hungersnot verteilte er sein bescheidenes Honorar an sterbende Bauern. Porfyrij Martynowytsch starb am 15. Dezember 1933 in seinem eigenen Haus in Krasnohrad auch infolge der Hungersnot.

## Galerie

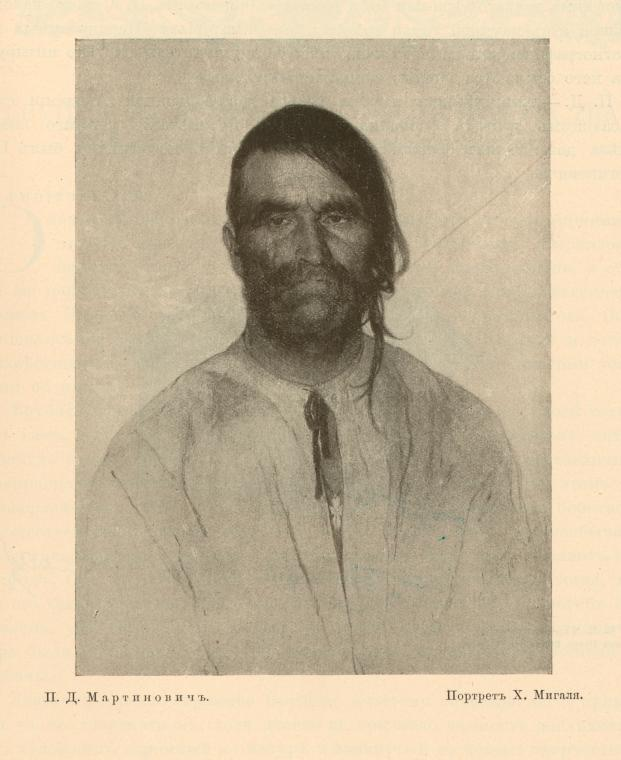
Porträt von Myhal
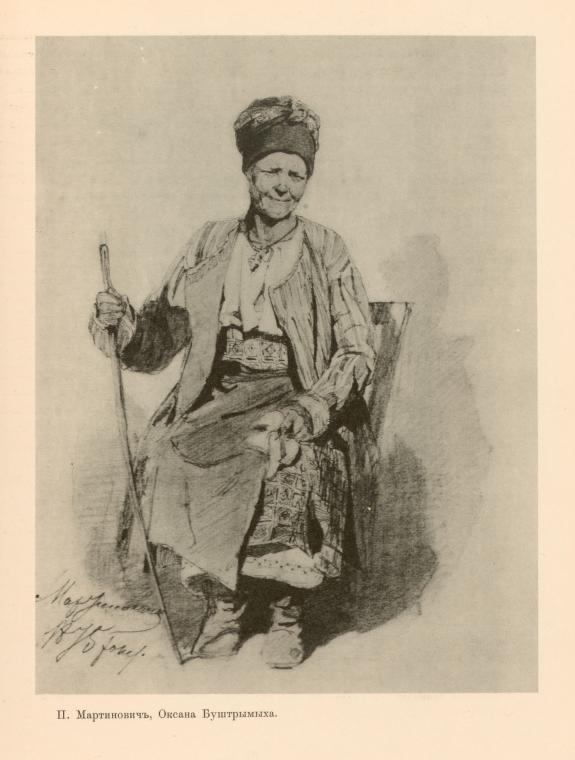
Porträt von Oksana Bustyrmykha
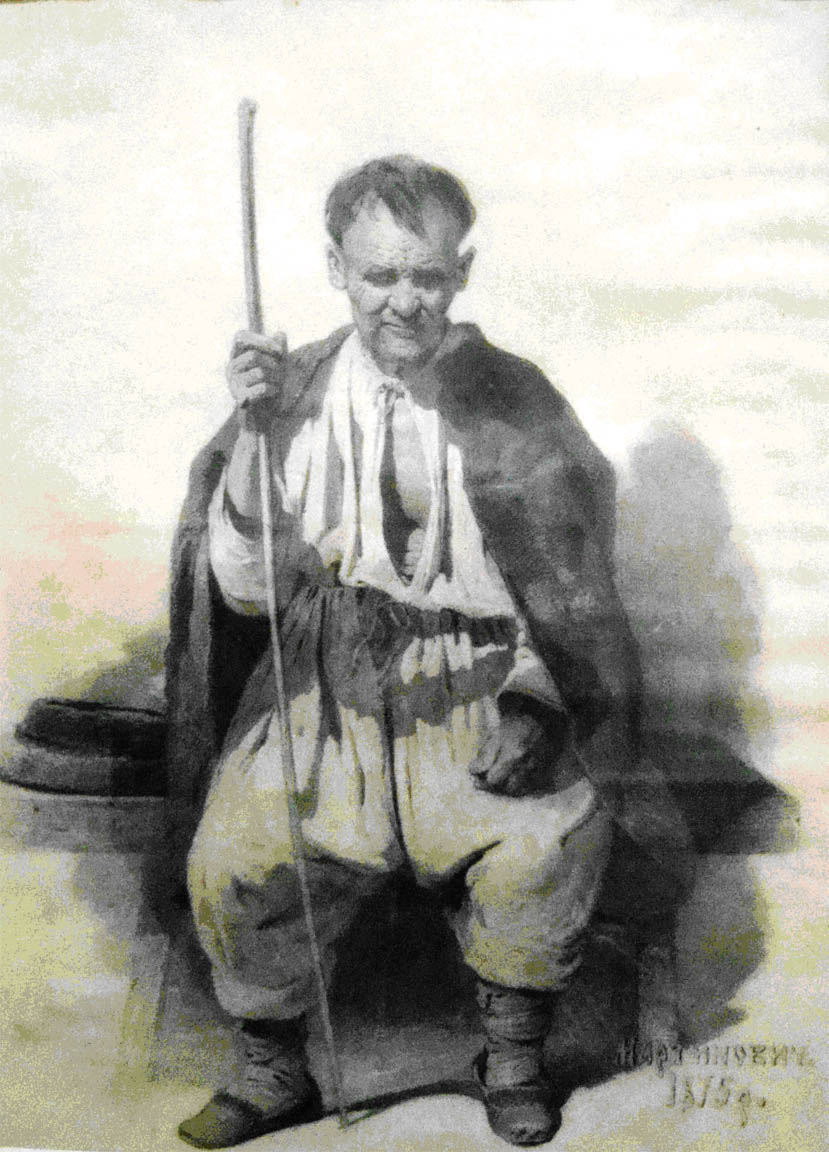
Porträt von Pawlo Tarasenko aus dem Dorf Kyryliwka
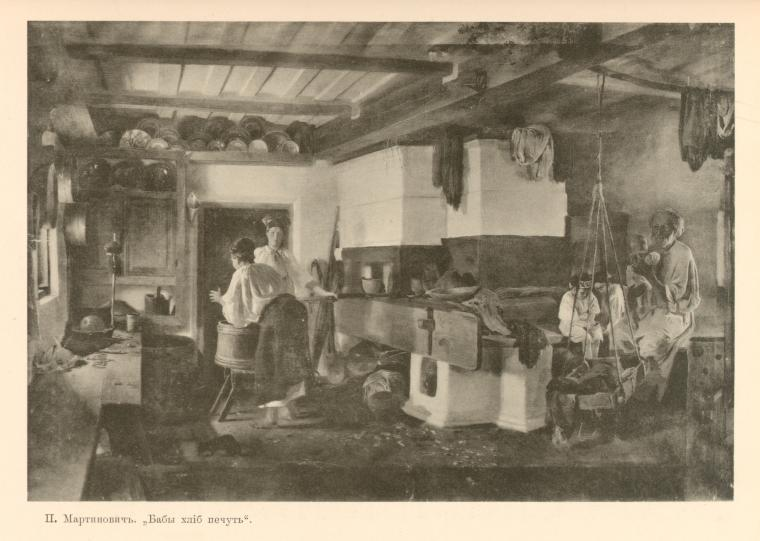
Frauen backen Brot
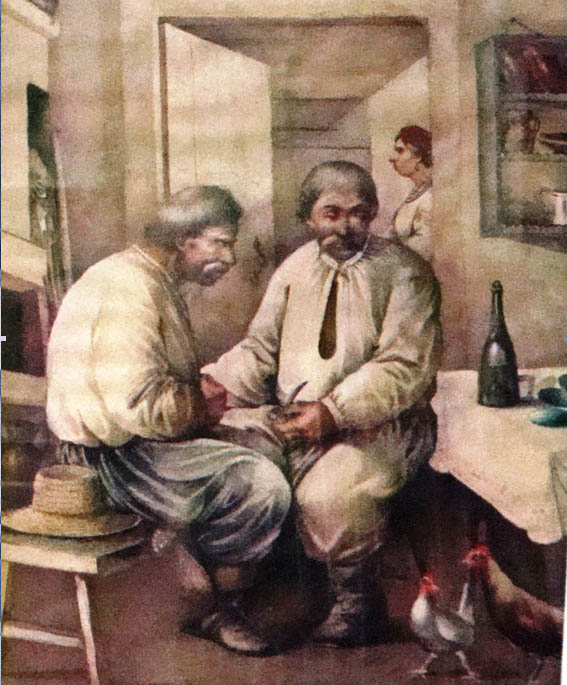
Zwei Bauern
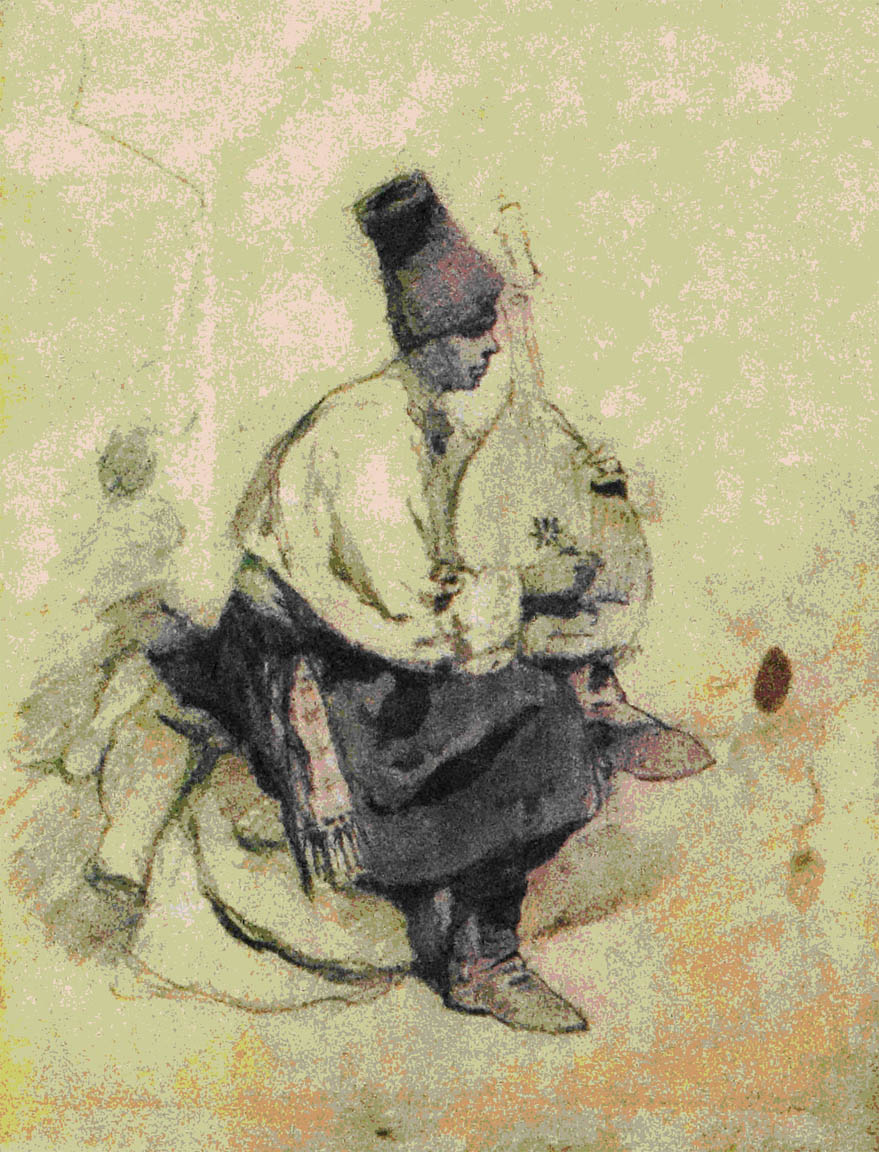
Kobsar
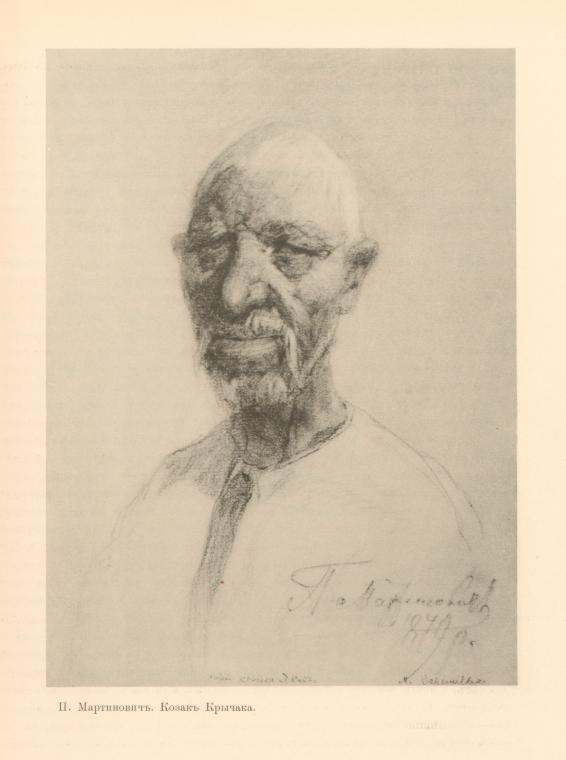
Kosak Krytschaka
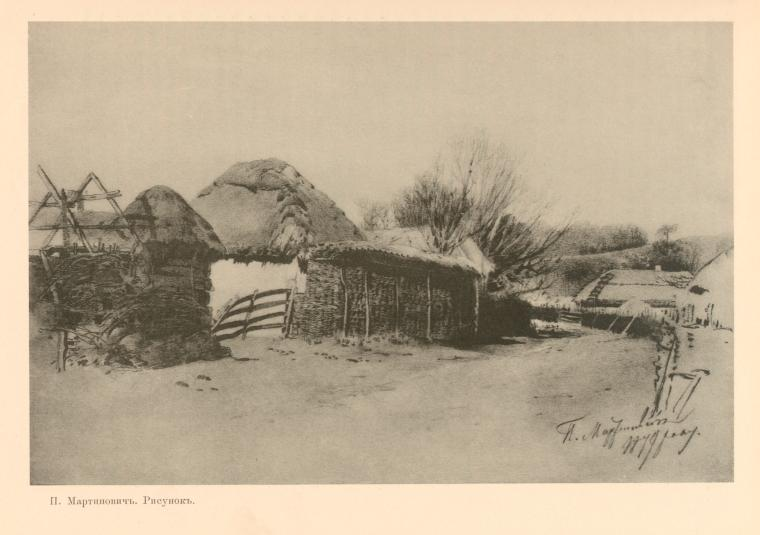
Haus
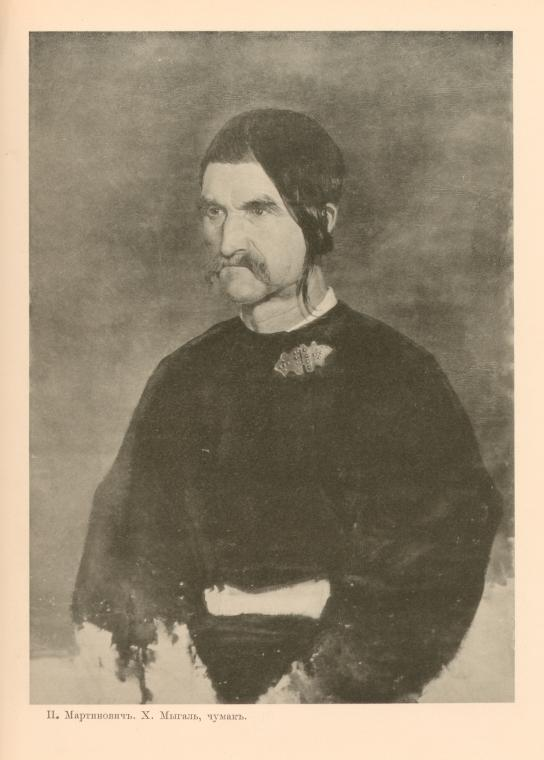
Porträt von Myhal
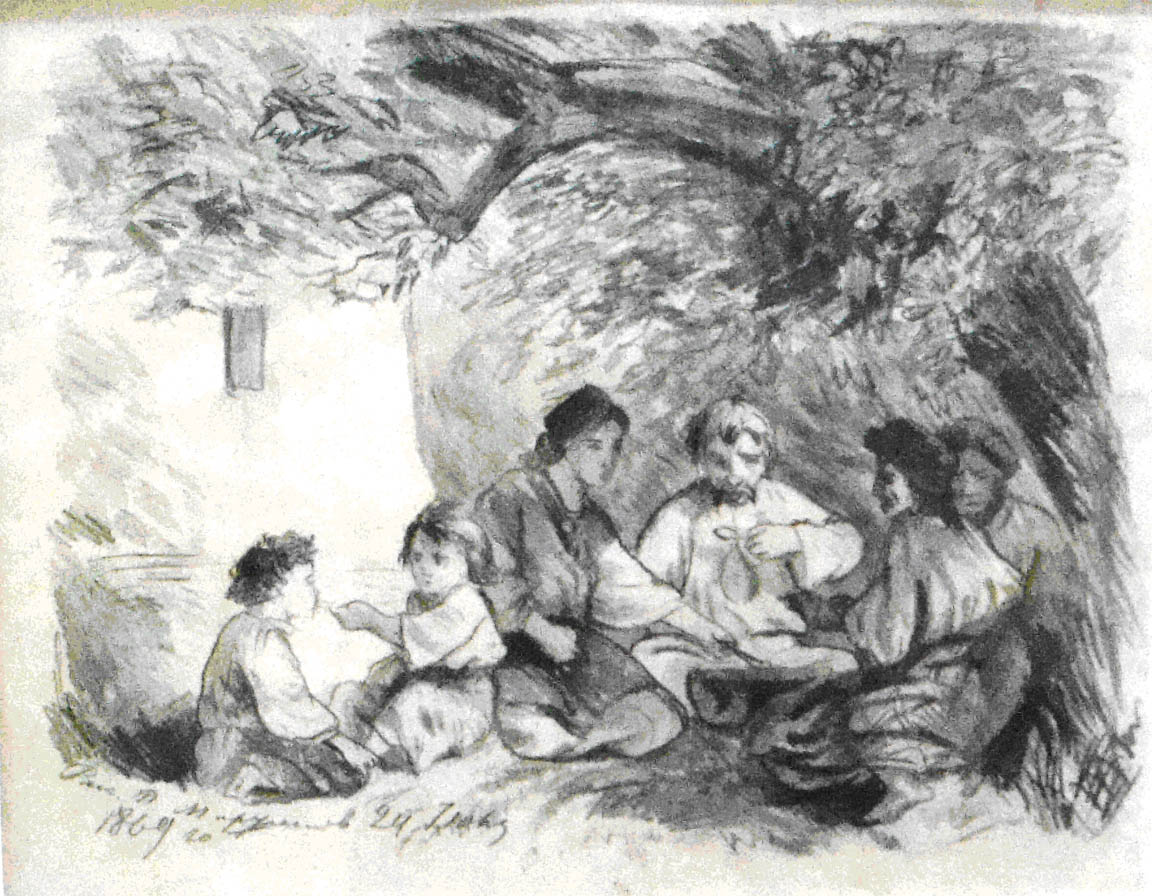
Mittag
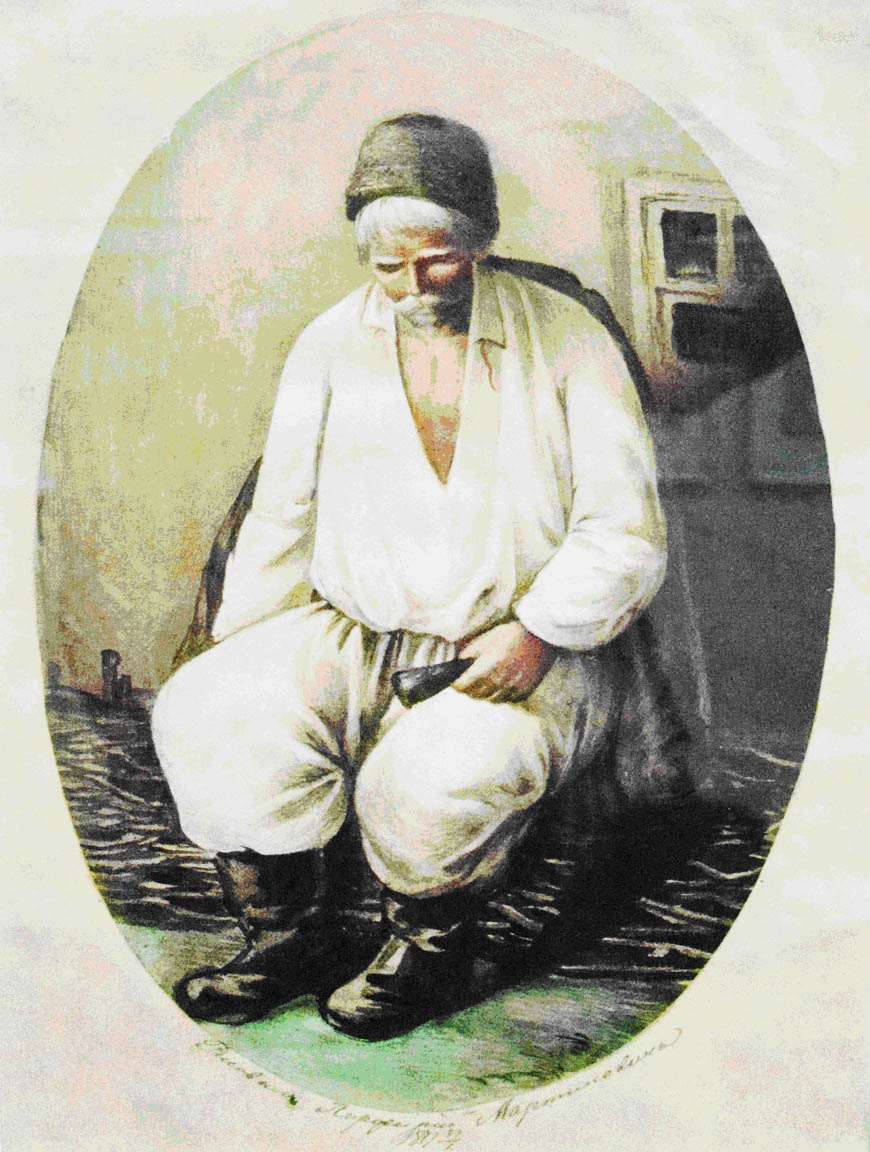
Ein Bauer
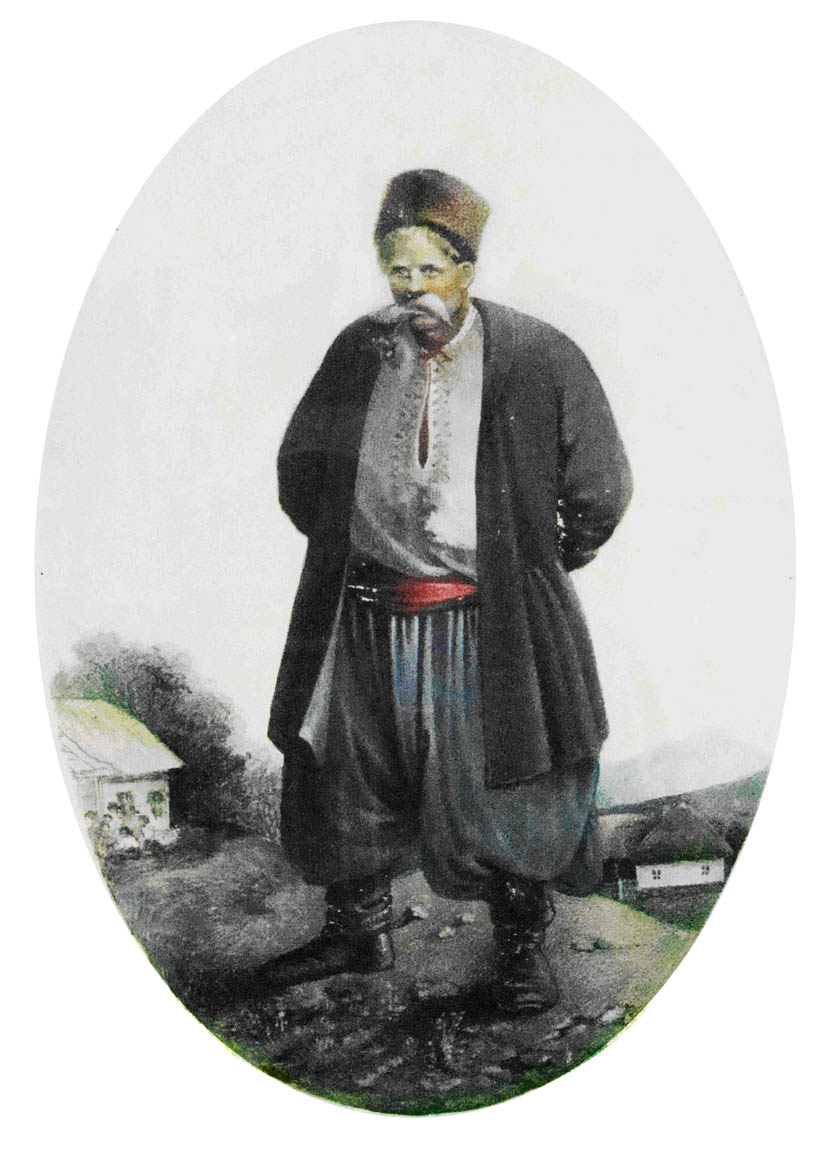
Ein Bauer raucht eine Pfeife
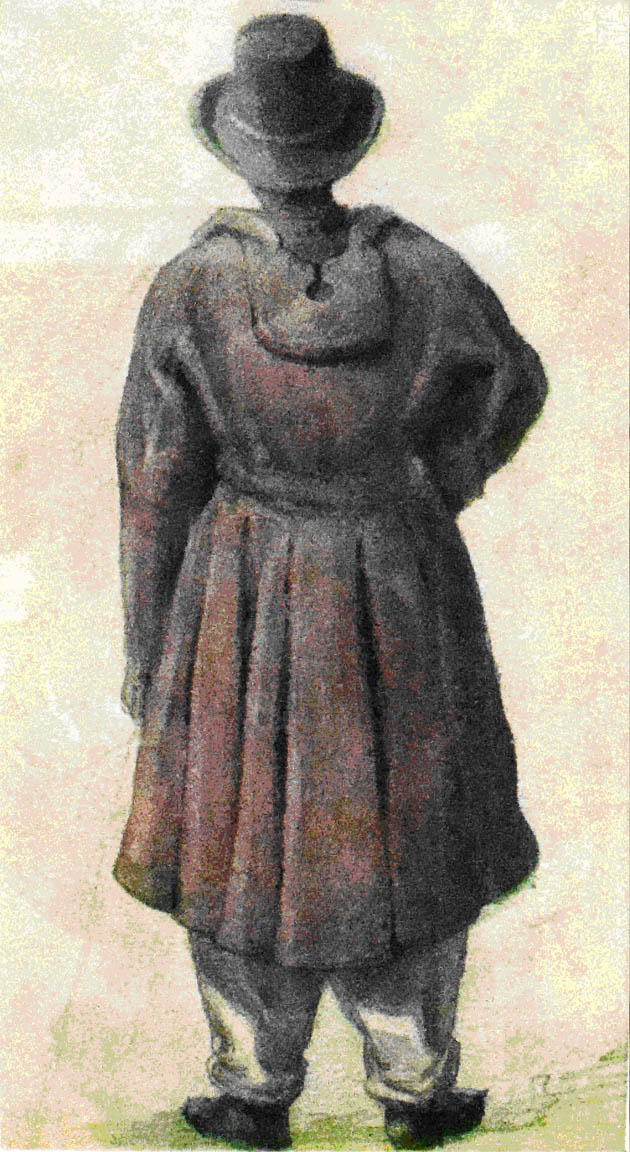
Ein Bauer
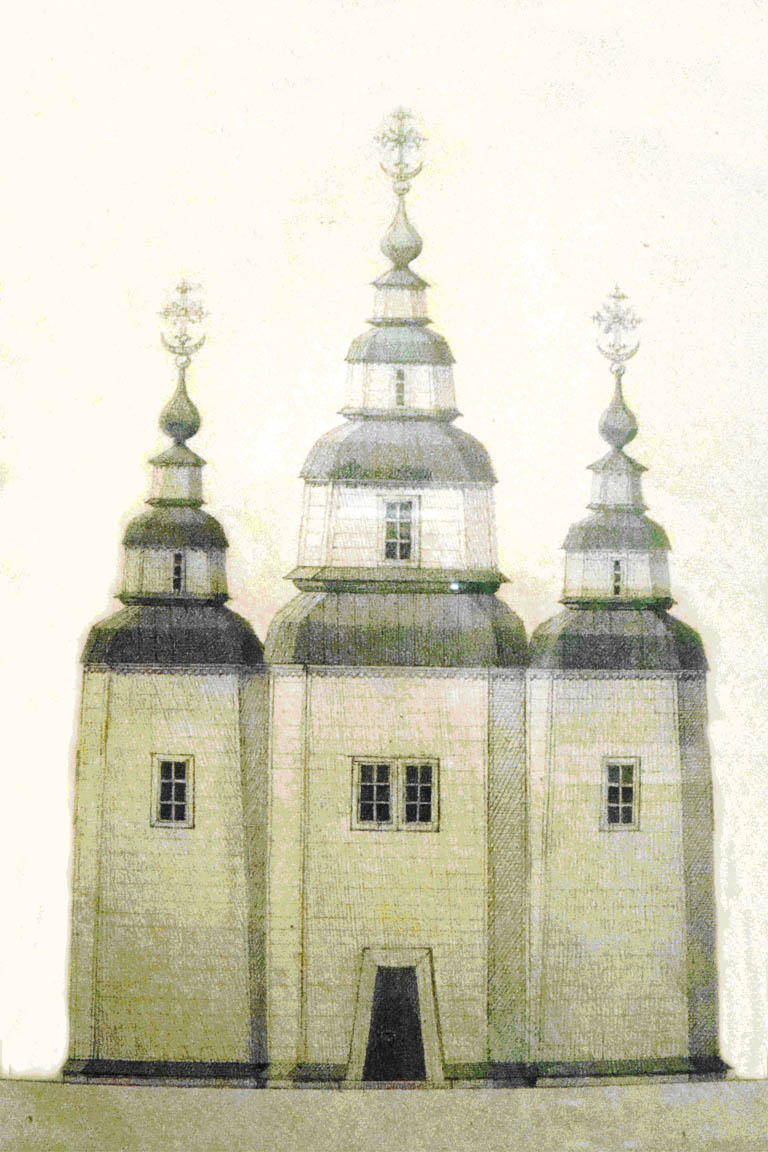
Nikolaus-Kirche in Lochwyzja
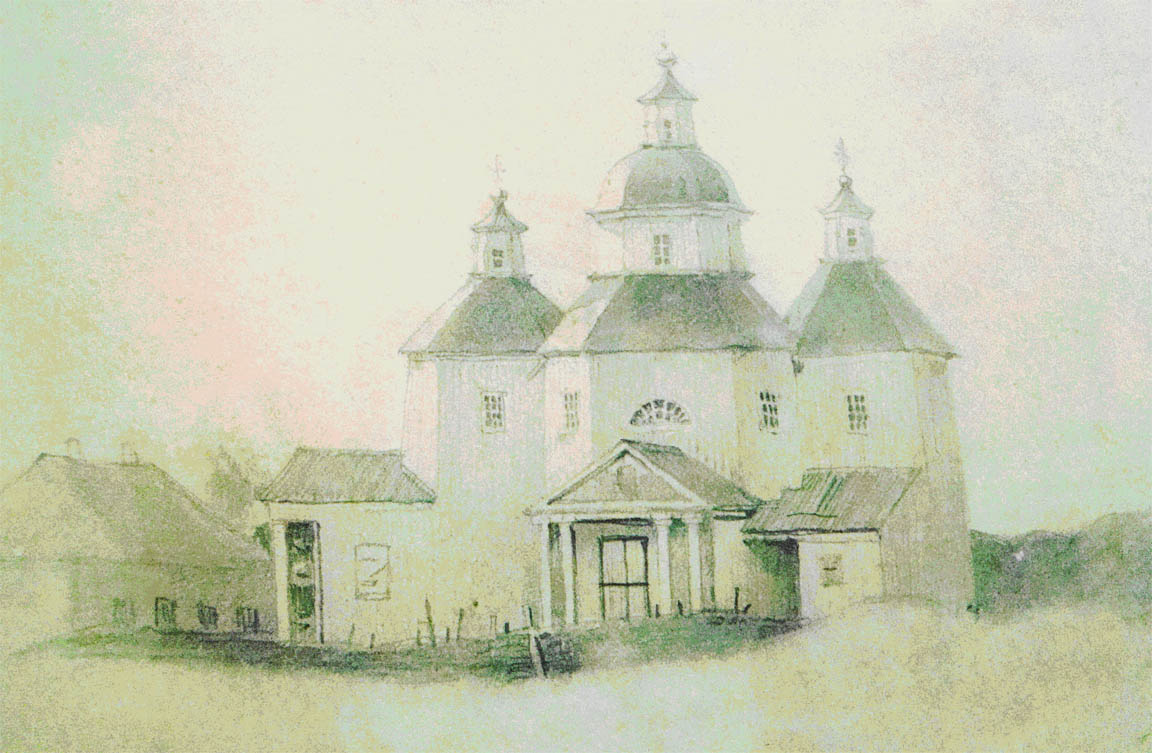
Nikolaus-Kirche in Weremijiwka
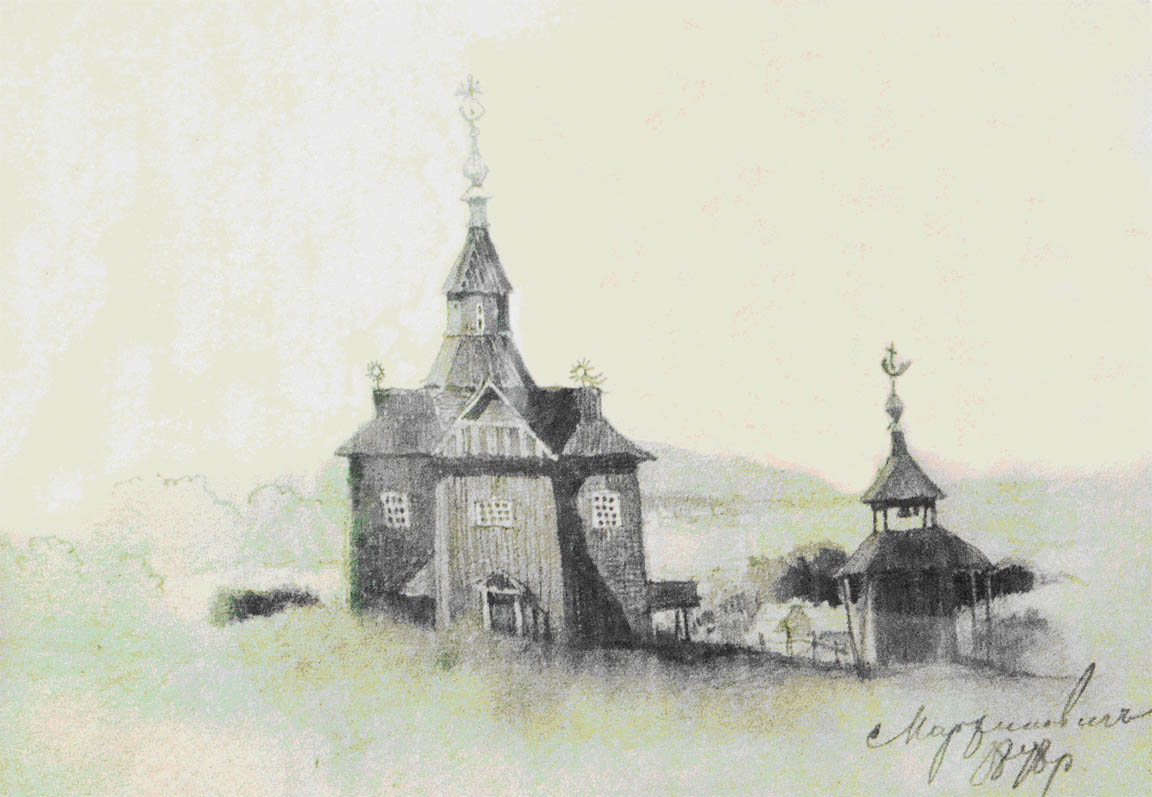
Kirche mit Glockenturm